# José Sixto Verduzco
José Sixto Verduzco là một đô thị thuộc bang Michoacán, México. Năm 2005, dân số của đô thị này là 23787 người.